# Plateforme à haute altitude

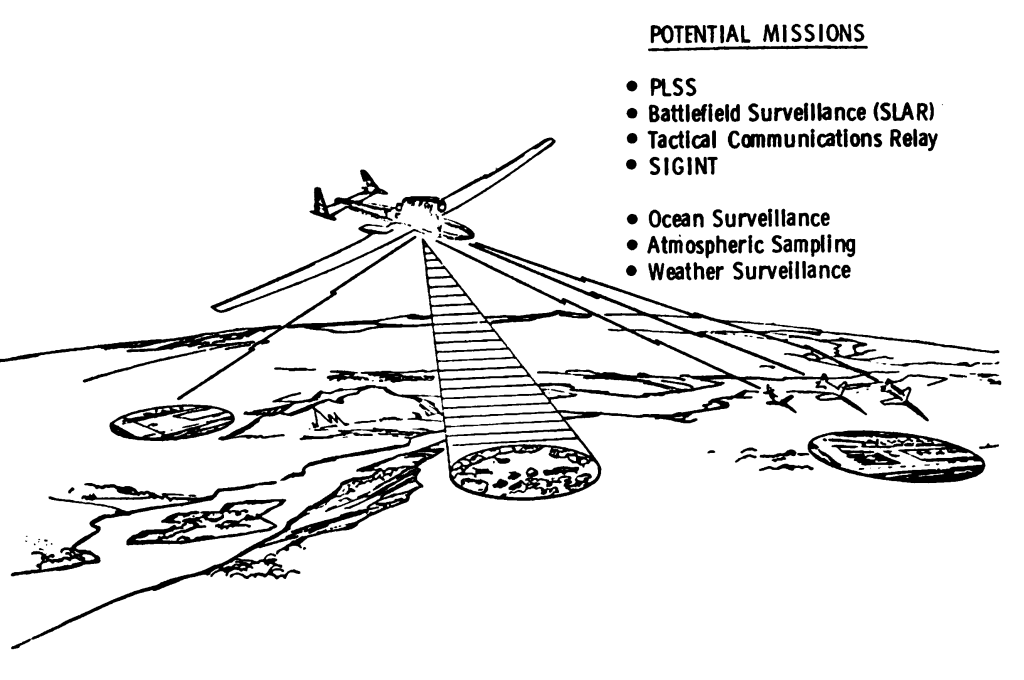
Domaines d'utilisation d'une plateforme à haute altitude

Une plateforme de haute altitude (PHA, en anglais High Altitude Platform ou HAP, parfois également appelée High Altitude Platform Station ou HAPS) ou plateforme stratosphérique est un aéronef quasi stationnaire qui fournit des services principalement de communication et d'observation sur une large zone terrestre alors qu'il reste en l'air à plusieurs kilomètres d'altitude(entre 17 et 22 km) dans la stratosphère pendant une très longue période. Un tel engin diffère des autres aéronefs dans le sens où il est spécialement conçu pour opérer à cette très haute altitude et qu'il est capable d'y rester pendant des heures voire des jours. La nouvelle génération de plateformes visent à encore accroître cette durée.
Cet engin peut être un avion, un dirigeable de haute altitude ou un ballon, comme le projet Stratobus.